# La Amelia
La Amelia est un site archéologique maya sité dans le Département du Petén, au Guatemala.

## Situation géographique
La Amelia s'étend sur un groupe de petites collines dans la municipalité de Sayaxché, à une dizaine de kilomètres de la frontière mexicaine.